# Elecciones al Parlamento Europeo de 2004 (Malta)
En las elecciones al Parlamento Europeo de 2004 en Malta, celebradas en junio, se escogió a los 5 representantes de dicho país para la sexta legislatura del Parlamento Europeo. Tras su reciente incorporación a la Unión Europea, es la primera participación de Malta en unos comicios europeos.

## Resultados
| Datos de participación | Datos de participación | Datos de participación |
| ---------------------- | ---------------------- | ---------------------- |
| Censo electoral        | 304.283                | 100%                   |
| Votantes               | 250.691                | 82,4                   |
| Abstención             | 53.592                 | 17,6                   |
| A candidatura          | 245.722                |                        |

| ← Elecciones al Parlamento Europeo de 2004 →   |         |       |         |
| Partido                                        | Votos   | %     | Escaños |
| Partido Laborista (MLP)                        | 118.983 | 48,42 | 3       |
| Partido Nacionalista (PN)                      | 97.688  | 39,76 | 2       |
| Alternativa Democrática (AD)                   | 22.938  | 9,33  | 0       |
| Candidatos independientes                      | 3.624   | 1,47  | 0       |
| Imperium Europa (IE)                           | 1.603   | 0,65  | 0       |
| Grupp Alpha (GA)                               | 756     | 0,31  | 0       |
| Kul Ewropa (KE)                                | 66      | 0,03  | 0       |
| Partido Republicano Cristiano Demócrata (CDRP) | 64      | 0,03  | 0       |